# Maria Teresa d'Àustria-Este (comtessa de Chambord)

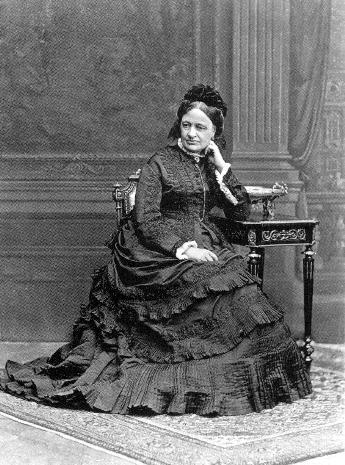
Maria Teresa d'Àustria-Este

Maria Teresa d'Àustria-Este, comtessa de Chambord (Mòdena 1817 - Gorizia 1885). Arxiduquessa d'Àustria i princesa d'Hongria, Bohèmia i Mòdena, amb el doble tractament d'altesa reial i imperial. Es casà amb el cap de la casa reial dels Borbó.
Nascuda a Mòdena, capital del Ducat de Mòdena, el dia 14 de juliol de 1817, essent filla del duc Francesc IV de Mòdena i de la princesa Maria Beatriu de Savoia. Maria Teresa era neta per via paterna del duc Ferran III de Mòdena i de la princesa Maria Beatriu d'Este; mentre que per via materna ho era del rei Víctor Manuel I de Sardenya i de l'arxiduquessa Maria Teresa d'Àustria-Este.
El dia 7 de novembre de 1846 contragué matrimoni per poders a la ciutat de Mòdena amb el príncep Enric de Borbó, comte de Chambord. La parella ratificà el seu matrimoni amb un servei religiós a la ciutat de Brück el dia 16 de novembre de 1846. Enric era fill del príncep Carles Ferran de França i de la princesa Maria Carolina de Borbó-Dues Sicílies.
La parella no tingué descendència i amb la mort d'Enric de Borbó l'any 1883 s'acabà la línia primogènita dels reis de França.